# クリス・ワンストラス
クリス・ワンストラス（英: Chris Wanstrath、1985年3月13日 - ）は、アメリカのテクノロジー起業家、プログラマ。Null Gamesの創設者であり、Gitを使用したソフトウェア開発とバージョン管理のためのインターネットホスティングサービスであるGitHubの共同創設者兼元CEOである。ワンストラスは2008年にGitHubを共同設立し、2018年にマイクロソフトに売却した。GitHubを設立する前は、CNETのGameSpotとChowhoundで働いていた。GitHubに加えて、Atomテキストエディタ、RubyのジョブキュープログラムResque、Mustacheテンプレート言語、pjax JavaScriptライブラリを作成した。フォーブスによると、彼の純資産は18億〜22億ドルと推定され、アメリカの40歳未満の最も裕福な起業家、フォーチュンの40歳未満の40人に選ばれており、CNBCのDisruptor 50リストにも選ばれている。

## 幼少期
ワンストラスは1985年3月13日に生まれた。幼い頃からビデオゲームが大好きで、自分でもビデオゲームを作りたいと思っていた。2003年にシンシナティのセント・ザビエル高校を卒業し、シンシナティ大学で短期間英語を学んだ。サンフランシスコのCNETに就職した後、大学を中退した。  

## 経歴
GitHubが成功する前、ワンストラスはP・J・ハイエットとともにRuby on Railsコンサルティング会社を経営していた。それ以前はCNETに勤務し、GameSpotやChowhoundの立ち上げに携わっていた。CNETに就職するまでは完全に独学でプログラミングを学んでいた。
2008年、ワンストラスはGitHubを共同設立し、2009年7月までにこのサービスのユーザー数は10万人に達した。また、2008年から2018年の間にCNBCのDisruptor Listに5回選ばれた。GitHub在籍中、ワンストラスはソフトウェアフレームワークElectronを作成した。ワンストラスは2012年の資金調達シリーズAラウンドまでCEOを務め、その後2014年まで社長を務め、その後CEOに復帰した。その後は2018年10月までCEOを務めた。当時、GitHubの従業員数は1,000人近く、ユーザー数は2,000万人を超え、年間経常収益は3億ドルであった。
2018年6月、マイクロソフトは全額株式による取引でGitHubを75億ドルで買収した。当時、GitHubは世界最大のソフトウェアコードのホスティングサービスだった。ワンストラスはGitHubに加えて、ジョブキュープログラムResque、テンプレート言語Mustache、テキストエディタAtom、JavaScriptライブラリ pjaxも作成した。
ワンストラスはコンピュータ歴史博物館の評議員（trustee）を務めている。
2023年、ワンストラスはVoidと呼ばれる新しいゲーム開発プラットフォームの開発を発表した。2024年にリリースする予定である。
2024年、ワンストラスとアンドレアス・クリングは、企業取引や広告に依存しない新しいウェブブラウザを開発することを目的とした非営利団体、Ladybird Browser Initiativeを立ち上げた。ブラウザのリリースは2026年夏と予想されている。

### Null Games
2023年2月、同社は新たなゲームパブリッシングスタジオNull Gamesを発表した。Null Gamesは、マーケティング、開発費、移植、パブリッシングに関して開発者を支援している。同社が最初にリリースしたタイトルは、Excellent Rectangleが開発したホッケーベースのローグライクゲーム「Tape to Tape」であった。発売初週に、同ゲームは34,020本販売された。Null Gamesは自社のウェブサイトで、「モバイルゲームやギャンブル、ルートボックス、その他のプレイヤーに敵対的な行為を伴うゲームは公開しない」と述べている。

### 講演
ワンストラスはNASAのオープンソースサミットで講演した。その他にもInternational RailsConf、Startup Riot Atlanta、Rails Summit Latin America、その他さまざまな地域および国際会議で基調講演を行った。また、2014年のEsri Developer Summit、2015年から2017年のGitHub Universe Conference、2016年と2017年のGitHub Satellite Conferenceでも基調講演を行った。  